# 1102 Pepita
1102 Pepita (1928 VA) là một tiểu hành tinh vành đai chính. Nó được phát hiện bởi Josep Comas Solà ở Đài thiên văn Fabra ở Barcelona, Tây Ban Nha, ngày 5 tháng 11 năm 1928.
Nó được đặt theo bí danh của người phát hiện ra nó Pepito.